# Pletiu de la Solana de Palles
El Pletiu de la Solana de Palles és un pletiu del terme municipal de Conca de Dalt, a l'antic terme d'Hortoneda de la Conca, a l'àmbit de l'antic poble de Perauba.
Està situat a la Solana de Palles, al nord de l'Obaga de Sacoberta. És a la dreta de la llau de la Solana de Palles.